# Flavonoid

Cấu trúc phân tử của flavone (2-phenyl-1,4-benzopyrone)

Cấu trúc Isoflavan

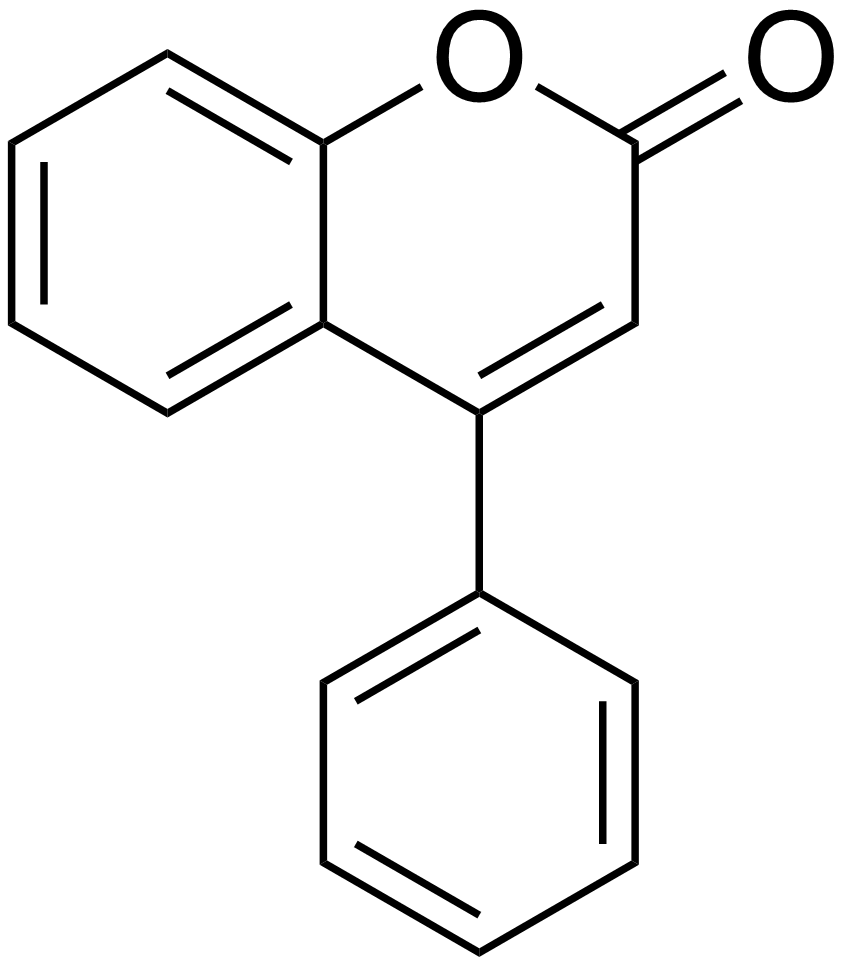
Cấu trúc Neoflavonoid

Flavonoid (hoặc bioflavonoid) (bắt nguồn từ Latin flavus nghĩa là màu vàng, màu của flavonoid trong tự nhiên) là một loại chất chuyển hóa trung gian của thực vật. Tuy nhiên một số flavonoid có màu xanh, tím đỏ và cũng có một số khác lại không có màu. Trong thực vật cũng có một số nhóm hợp chất khác không thuộc flavonoid nhưng lại có màu vàng như carotenoid, anthranoid, xanthon có thể gây nhầm lẫn.
Flavonoid được gọi là vitamin P (do tác dụng thẩm thấu vào thành mạch máu) từ giữa những năm 1930 đến những năm 50 đầu, nhưng thuật ngữ này đã lỗi thời và không còn được sử dụng.
Theo danh pháp IUPAC,, flavonoid có thể được chia thành:
- flavonoid hoặc bioflavonoid.
- isoflavonoid, bắt nguồn từ cấu trúc của 3-phenylchromen-4-one (3-phenyl-1,4-benzopyrone)
- neoflavonoid, bắt nguồn từ cấu trúc của 4-phenylcoumarine (4-phenyl-1,2-benzopyrone).

Thuật ngữ flavonoid và bioflavonoid do mô tả các hợp chất polyhydroxy polyphenol không chứa ketone không sát nghĩa nên được gọi một cách chuyên biệt hơn là flavanoids.

## Chức năng của flavonoid trong thực vật
Flavonoid phổ biến ở nhiều loại thực vật và có nhiều chức năng.
Flavonoid là một sắc tố sinh học, sắc tố thực vật quan trọng tạo ra màu sắc của hoa, cụ thể giúp sản xuất sắc tố vàng, đỏ, xanh cho cánh hoa để thu hút nhiều động vật đến thụ phấn.
Trong thực vật bậc cao, flavonoids tham gia vào lọc tia cực tím (UV), cộng sinh cố định đạm và sắc tố hoa.
Flavonoids có thể hoạt động như một chất chuyển giao hóa học hoặc điều chỉnh sinh lý. Flavonoids cũng có thể hoạt động như các chất ức chế chu kỳ tế bào.
Flavonoids được tiết ra bởi rễ các cây chủ để giúp vi khuẩn Rhizobia trong giai đoạn lây nhiễm của mối quan hệ cộng sinh với các cây họ đậu (legumes) như đậu cô ve, đậu hà lan, cỏ ba lá (clover), và đậu nành. Rhizobia sống trong đất có thể cảm nhận được chất flavonoid và tiết ra các chất tiếp nhận. Các chất này lần lượt được các cây chủ nhận biết và có thể dẫn đến sự biến dạng các rễ cũng như một số phản ứng của tế bào chẳng hạn như chất khử tạp chất ion và sự hình thành nốt sần ở rễ (root nodule).
Ngoài ra, một số chất flavonoid có hoạt tính ức chế chống lại các sinh vật gây ra như bệnh ở thực vật như Fusarium oxysporum.

## Phân nhóm
Hơn 5000 flavonoid tự nhiên được đặc trưng bởi nhiều loại thực vật khác nhau và được phân loại theo cấu trúc hóa học, và thường được chia thành các phân nhóm sau đây (tham khảo thêm ):

### Anthoxanthin
Anthoxanthin được chia ra thành hai nhóm:
| Nhóm                         | Khung (skeleton)                | Khung (skeleton) | Khung (skeleton) | Khung (skeleton)  | Các ví dụ |
| Nhóm                         | Mô tả                           | Nhóm chức năng   | Nhóm chức năng   | Công thức cấu tạo | Các ví dụ |
| Nhóm                         | Mô tả                           | 3-hydroxyl       | 2,3-dihydro      | Công thức cấu tạo | Các ví dụ |
| ---------------------------- | ------------------------------- | ---------------- | ---------------- | ----------------- | --- |
| Flavone                      | 2-phenylchromen-4-one           | ✗                | ✗                |                   | Luteolin, Apigenin, Tangeritin                                                                                |
| Flavonol or 3-hydroxyflavone | 3-hydroxy-2-phenylchromen-4-one | ✓                | ✗                |                   | Quercetin, Kaempferol, Myricetin, Fisetin, Isorhamnetin, Pachypodol, Rhamnazin,Pyranoflavonol, Furanoflavonol |

### Flavanone
Flavanone
| Nhóm      | Khung (skeleton)                  | Khung (skeleton) | Khung (skeleton) | Khung (skeleton)  | Các ví dụ                                            |
| Nhóm      | Mô tả                             | Nhóm chức năng   | Nhóm chức năng   | Công thức cấu tạo | Các ví dụ                                            |
| Nhóm      | Mô tả                             | 3-hydroxyl       | 2,3-dihydro      | Công thức cấu tạo | Các ví dụ                                            |
| --------- | --------------------------------- | ---------------- | ---------------- | ----------------- | ---------------------------------------------------- |
| Flavanone | 2,3-dihydro-2-phenylchromen-4-one | ✗                | ✓                |                   | Hesperetin, Naringenin, Eriodictyol, Homoeriodictyol |

### Flavanonol
Flavanonol
| Nhóm                                                    | Khung (skeleton)                            | Khung (skeleton) | Khung (skeleton) | Khung (skeleton)  | Các ví dụ                                            |
| Nhóm                                                    | Mô tả                                       | Nhóm chức năng   | Nhóm chức năng   | Công thức cấu tạo | Các ví dụ                                            |
| Nhóm                                                    | Mô tả                                       | 3-hydroxyl       | 2,3-dihydro      | Công thức cấu tạo | Các ví dụ                                            |
| ------------------------------------------------------- | ------------------------------------------- | ---------------- | ---------------- | ----------------- | ---------------------------------------------------- |
| Flavanonol or 3-Hydroxyflavanone or 2,3-dihydroflavonol | 3-hydroxy-2,3-dihydro-2-phenylchromen-4-one | ✓                | ✓                |                   | Taxifolin (hoặc Dihydroquercetin), Dihydrokaempferol |

### Flavan

Cấu tạo Flavan

Gồm flavan-3-ol (flavanols), flavan-4-ol và flavan-3,4-diol.
| Khung           | Tên                                  |
| --------------- | ------------------------------------ |
| Flavan-3ol      | Flavan-3-ol (flavanol)               |
| Flavan-4ol      | Flavan-4-ol                          |
| Flavan-3,4-diol | Flavan-3,4-diol (leucoanthocyanidin) |

- Flavan-3-ol (flavanols)
  - Flavan-3-ols sử dụng khung 2-phenyl-3,4-dihydro-2H-chromen-3-ol.
    - Catechin (C), Gallocatechin (GC), Catechin 3-gallate (Cg), Gallocatechin 3-gallate (GCg)), Epicatechin (Epicatechin (EC)), Epigallocatechin (EGC), Epicatechin 3-gallate (ECg), Epigallocatechin 3-gallate (EGCg).

  - Theaflavin
    - Theaflavin-3-gallate; Theaflavin-3'-gallate; Theaflavin-3,3'-digallate.

  - Thearubigin.
  - Proanthocyanidin là các dimer, trimer, oligomer, hoặc polymer của các flavanol.

### Anthocyanidin

Khung Flavylium của anthocyanidin

- Anthocyanidins
Anthocyanidin là aglycone của anthocyanin. Anthocyanidins sử dụng khung ion flavylium (2-phenylchromenylium).
Các ví dụ: Cyanidin, Delphinidin, Malvidin, Pelargonidin, Peonidin, Petunidin

## Isoflavonoid
- Isoflavonoid

- Isoflavone sử dụng khung 3-phenylchromen-4-one (không có sự thay thế nhóm hydroxyl ở carbon vị trí số 2). Ví dụ: Genistein, Daidzein, Glycitein
- Isoflavane.
- Isoflavandiol.
- Isoflavene.
- Coumestan.
- Pterocarpan.

## Nguồn thực phẩm

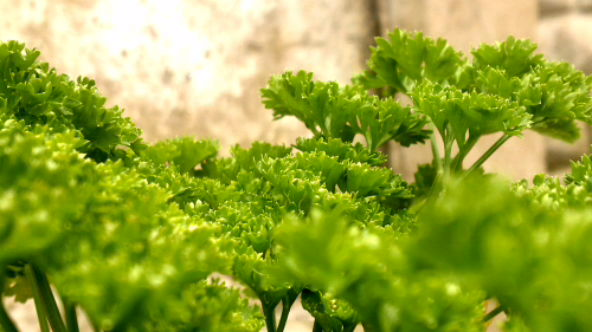
Parsley is a source of flavone.

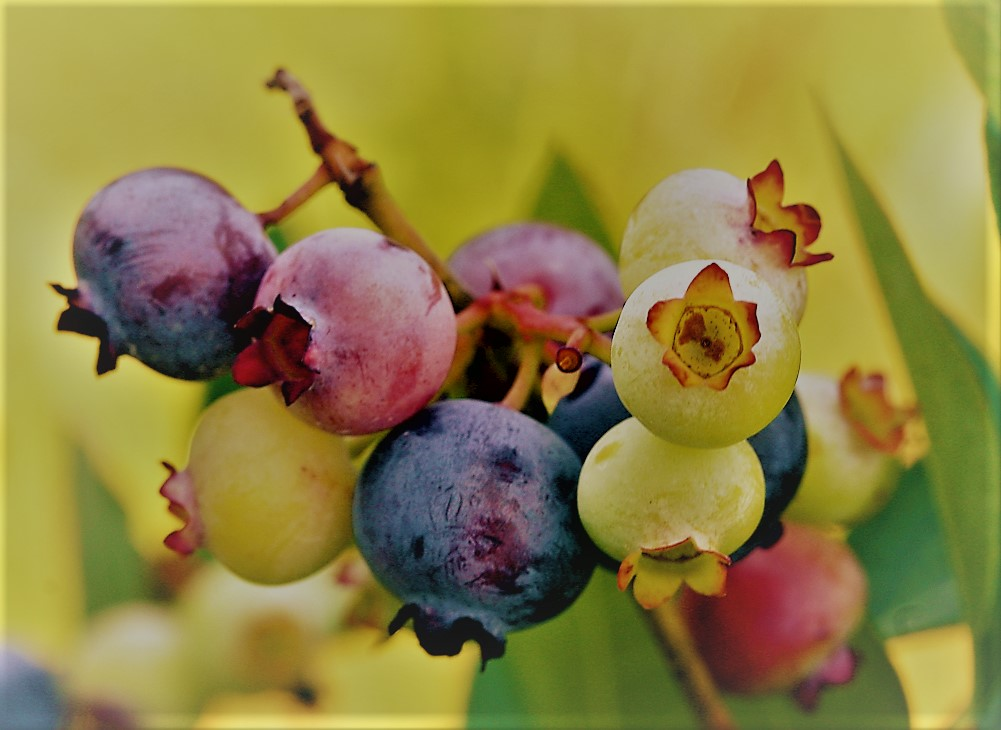
Blueberries are a source of dietary anthocyanidins.

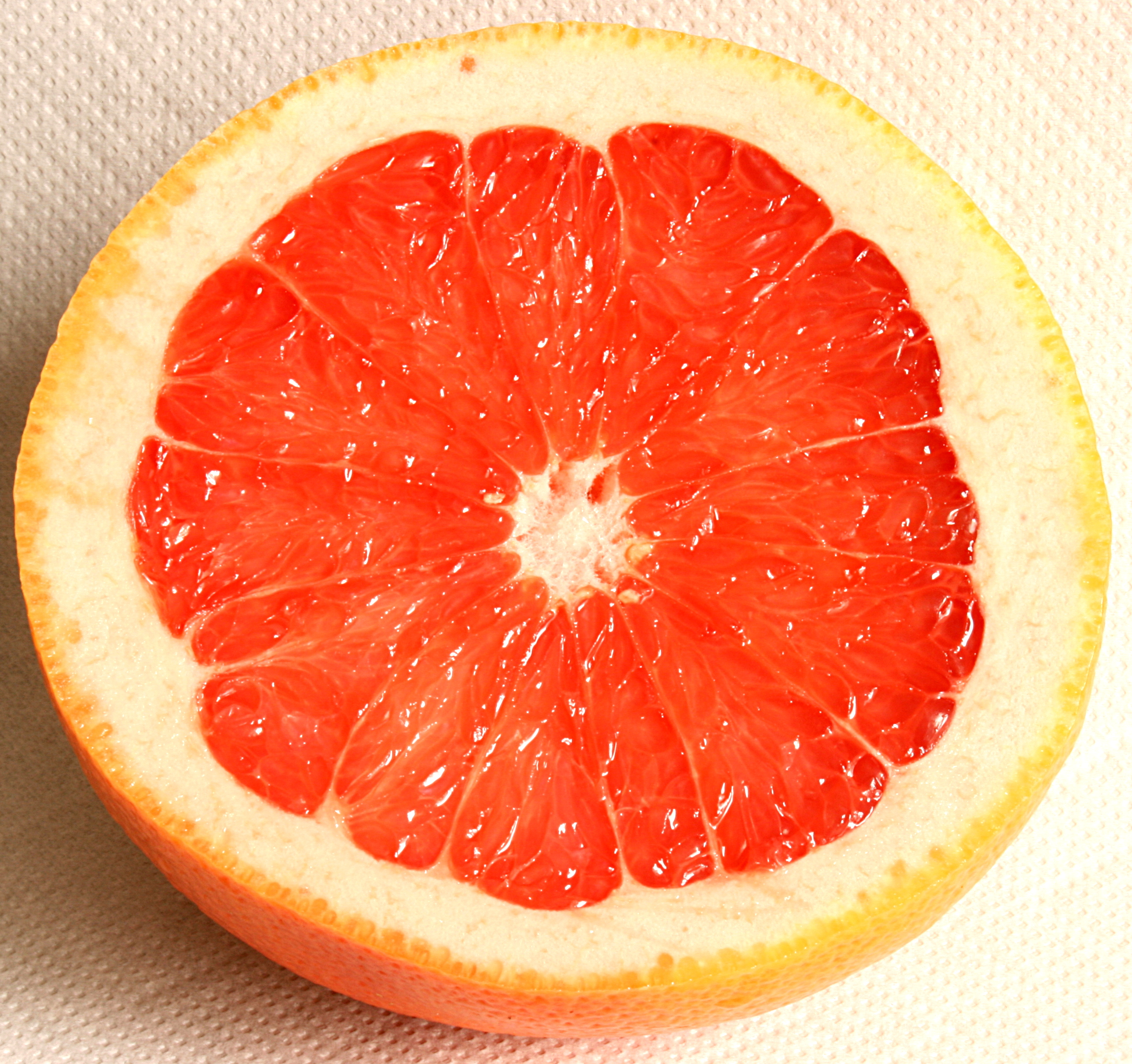
A variety of flavonoids are found in citru fruits, including grapefruit.